# Георгій (Странський)
Архієпископ Георгій (чеськ. Arcibiskup Juraj; в миру Рудольф Їржі Странський, чеськ. Rudolf Jiři Stránský; 19 жовтня 1979, Єсеник) — високопреосвященний архієпископ Михалівський і Кошицький.

## Біографія
У 1999 році закінчив англійську секцію спеціалізованої Філологічної гімнації в Оломоуці — Гейчині. В 1993—1994 рр. отримав повну семінарську освіту в Єпархіальному духовному училищі св. Горазда в Оломоуці. У червні 2007 року отримав вищу богословську освіту (магістр) в Українській богословській академії свв. Кирила і Мефодія в Ужгороді, де захистив магістерську роботу на тему «Проблематика так званого „новомучеництва“ в грецькому культурному середовищі під час турецького ппанування у східному Середземномор'ї». Владика Георгій закінчив також спеціальності «англістика-американистика» та «тюркологія» на Філософському факультеті Карлового університету (Прага)
Дияконська хіротонія: 14 березня 2004 року, здійснена преосвященним Сімеоном, єпископом Оломоуцьким і Брненським.
Ієрейська хіротонія: 2 січня 2005 року, здійснена високопреосвященним Антимосом, митрополитом Фесалонікійським.
Монашеський постриг: 8 квітня 2007 року, здійснено в монастирі Киккос на Кіпрі високопреосвященним Неофітом, митрополитом Морфським, в присутності блаженнійшого Христофора, архієпископа Празького, митрополита Чеських земель і Словаччини.
1 вересня 2007 року на Єпархиальному зібранні Михалівської єпархії архимандрит Георгій був обраний новим єпископом. Архієрейска хіротонія була здійснена 30 вересня 2007 року в кафедральному соборі м. Михалівці.
По підставі рішення Єпархіальних зборів Михалівської єпархії в Михалівцях від 19 лютого 2009 року «Про зміну назви єпархії» владика Георгій став першим єпископом Михалівським і Кошицьким. 21 лютого 2009 року отримав титул «архієпископ».